# Pareiorhina rudolphi

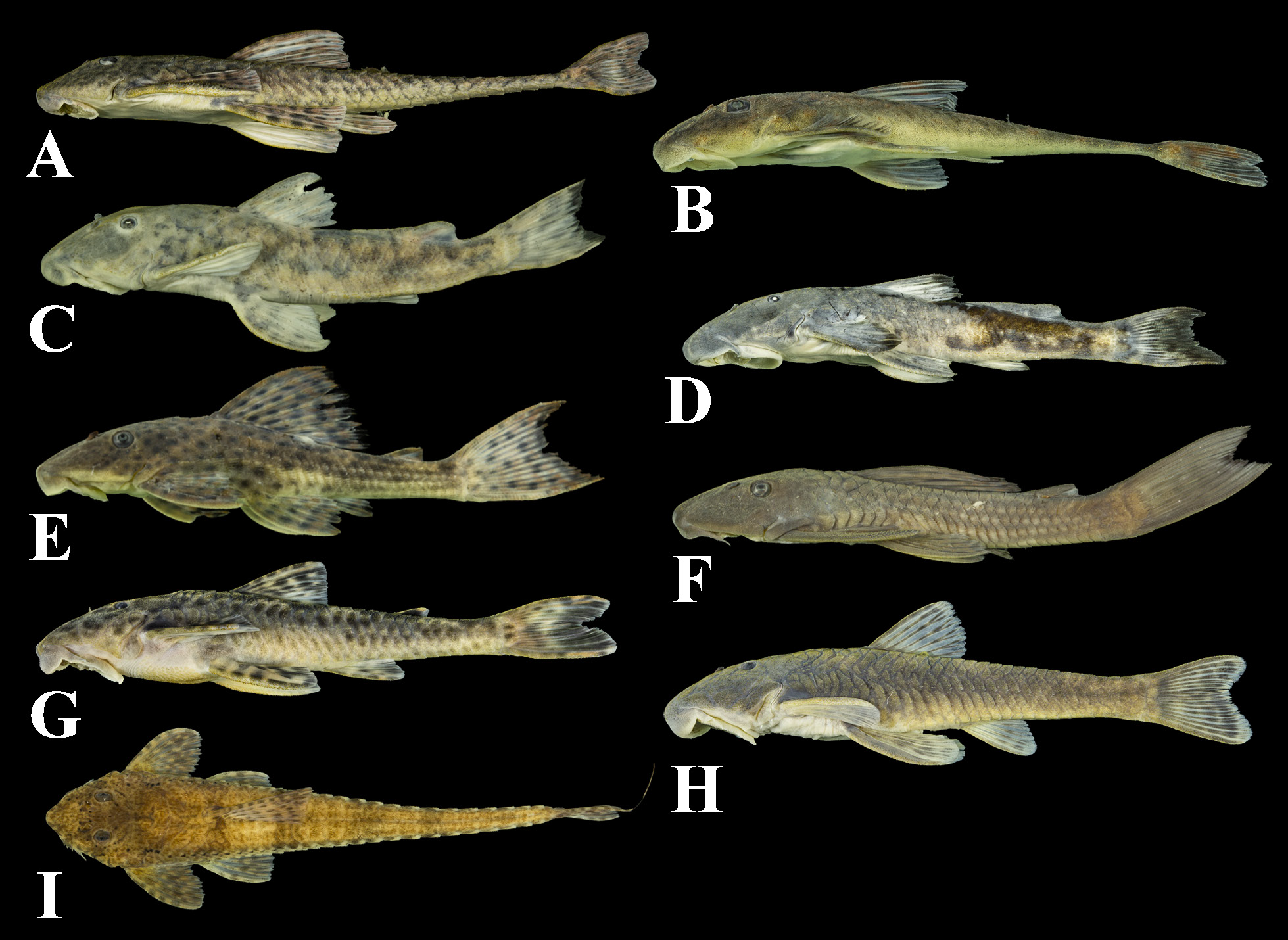
Ictiofauna de la cuenca alta del Piraí: H. Pareiorhina rudolphi, MNRJ 46835, 65,9 mm LE.

Pareiorhina rudolphi es una especie de peces de la familia Loricariidae en el orden de los Siluriformes.

## Morfología
• Los machos pueden llegar alcanzar los 4,5 cm de longitud total.

## Hábitat
Es un pez de agua dulce y de clima tropical (21 °C-25 °C).

## Distribución geográfica
Se encuentran en Sudamérica.